# Quentin Bell

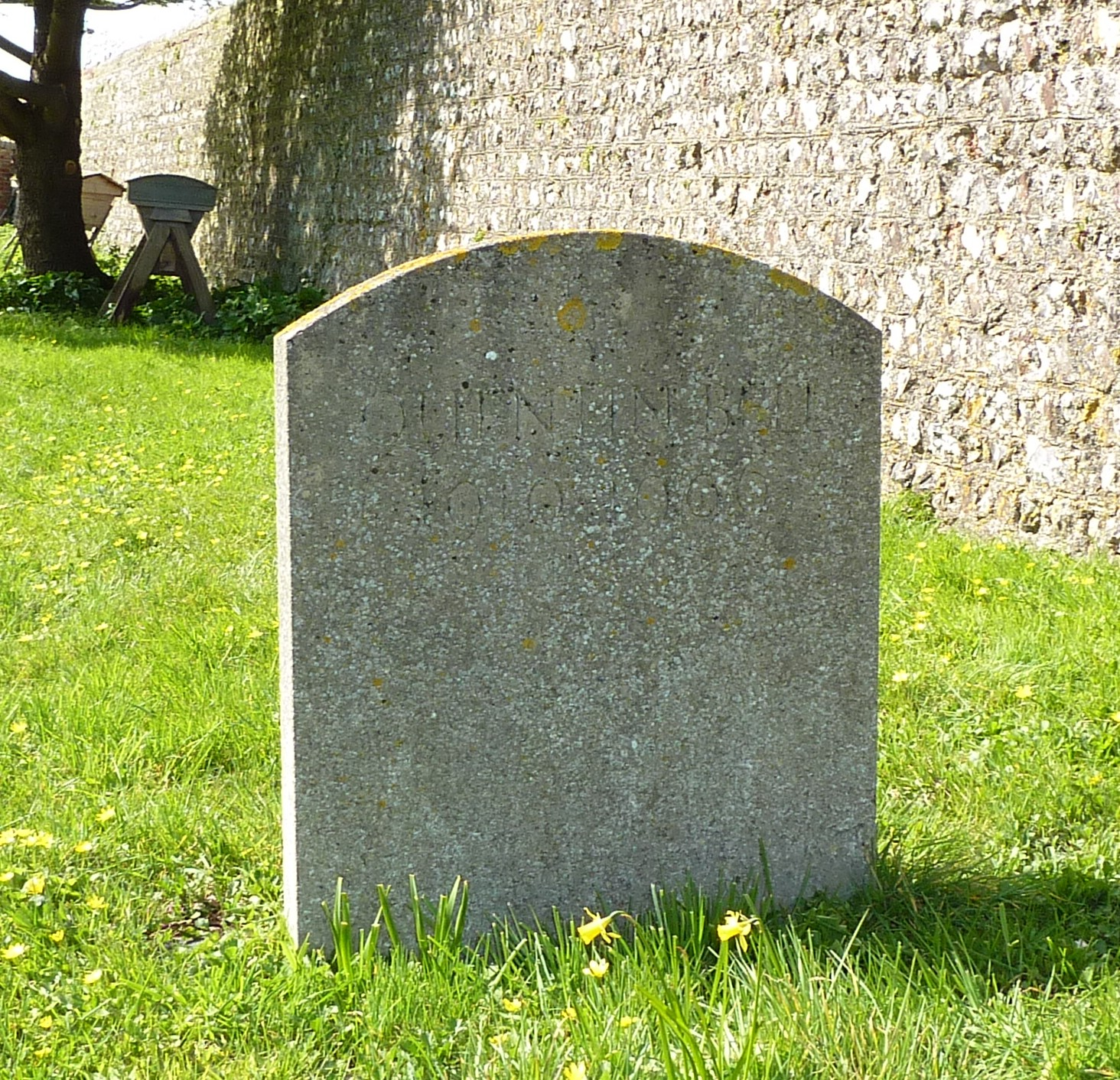
graf van Quentin Bell

Quentin Claudian Stephen Bell (Londen, 19 augustus 1910 - Sussex, 16 december 1996) was een Engels kunsthistoricus en schrijver. 
Bell was de zoon van Vanessa Bell en Clive Bell en een neef van Virginia Woolf. Hij schreef een aantal boeken over de Bloomsburygroep, waartoe - naast zijn ouders en tante - ook John Maynard Keynes, E.M. Forster, Roger Fry en Lytton Strachey behoorden. Hij ging naar school in Londen en op de Quaker Leighton Park School.
Hoewel hij ook kunstzinnig aardewerk maakte, ging zijn belangstelling vooral uit naar de wetenschap. Bells tweedelige biografie van zijn beroemde tante Virginia Woolf won de James Tait Black Memorial Prize, de Duff Cooper Prize en de Yorkshire Post Book of the Year Award. Hij schreef een aantal boeken over de Bloomsburygroep en Charleston Farmhouse.
Hij was van 1952 to 1959 docent kunstgeschiedenis aan de kunstafdeling van King's College aan de Universiteit van Durham. Hij werd vervolgens hoogleraar aan de Universiteit van Leeds. In 1964 werd hij hoogleraar Schone kunsten aan de Universiteit van Hull. In 1964 werd hij benoemd tot hoogleraar aan de Universiteit van Oxford (Slade professor of Fine Art, een leerstoel die eerder, aan de Universiteit van Cambridge, was bezet door Roger Fry), en in 1965 tot Ferens Professor of Fine Art aan de Universiteit van Hull. Hij was van 1967 to 1975 hoogleraar kunstgeschiedenis en esthetica aan de Universiteit van Sussex.
Hij trouwde met (Anne) Olivier Bell (geboortenaam: Popham). Ze kregen drie kinderen: Julian Bell (vernoemd naar zijn oom), een beeldend kunstenaar en fresco-schilder, Cresida Bell, een gewaardeerde textielontwerpster, en Virginia Bell, de schrijfster van Among the Bohemians en Singled Out.
Quentin Bells oudere broer was de dichter Julian Heward Bell die in 1939 stierf in de Spaanse Burgeroorlog op de leeftijd van 29 jaar. De schrijfster Angelica Garnett is zijn halfzus.
Quentin Bell werd begraven op het kerkhof van St. Peter's Church in West Firle (East Sussex).
De Nederlandse schrijver Rindert Kromhout beschreef in zijn jeugdboek Soldaten huilen niet (2010) de jeugdjaren van Quentin Bell en zijn broer Julian Bell in het milieu van de Bloomsburygroep. Deze jaren gingen vooraf aan het vertrek van Julian Bell naar Spanje om te vechten en te sneuvelen in de Spaanse Burgeroorlog. Het verhaal wordt verteld vanuit het perspectief van Quentin Bell. 